# Primtalstvillingsförmodan
Primtalstvillingsförmodan är den berömda men ännu obevisade förmodan inom talteorin att det finns oändligt många primtalstvillingar, primtal {\displaystyle p} så att nästa primtal är {\displaystyle p+2}. Polignacs förmodan är en generalisering av primtalstvillingsförmodan, som säger att det finns oändligt många primtal {\displaystyle p} så att nästa primtal är {\displaystyle p+2n} för alla positiva heltal {\displaystyle n}. Primtalstvillingsförmodan är fallet då {\displaystyle n=1}.
Flera matematiker har försökt komma med bevis för primtalstvillingsförmodan, men hittills har inget av dessa varit korrekt. Det senaste seriösa försöket gjordes 2004 av Richard Arenstorf som skrev ett 38-sidigt bevis. Det visade sig senare att den innehöll ett fel som inte kunde rättas till, och beviset drogs tillbaka. 

## Relaterade resultat
År 1915 visade Viggo Brun med hjälp av Bruns såll att den oändliga serien
{\displaystyle \sum _{p\in P_{2}}\left({\frac {1}{p}}+{\frac {1}{p+2}}\right)}
konvergerar, och detta resultat kallas för Bruns sats. Här är {\displaystyle P_{2}} är mängden av alla primtalstvillingar. Talet som serien konvergerar mot kallas för Bruns konstant, B, och det är bevisat att B > 1,83 och B < 2,347. Räknar man ut B med alla primtalstvillingar under {\displaystyle 10^{16}} får man {\displaystyle B=1,830484424658...}  Om Hardy-Littlewoods förmodan är sann kan man beräkna B med en serie som konvergerar snabbare, och för alla primtalstvillingar under {\displaystyle 10^{16}} får man {\displaystyle B=1.902160583104...}  Hade summan divergerat i stället hade det varit ett bevis för att det finns oändligt många primtalstvillingar. Att den konvergerar innebär antingen att det finns ett ändligt antal primtalstvillingar, eller att primtalstvillingarna ligger så glest att summan kan konvergera även om det finns oändligt många. 
Med hjälp av Bruns sats kan man visa att antalet primtalstvillingar mindre än N är mindre än 
{\displaystyle {\frac {CN}{\log ^{2}{N}}}}
för någon konstant C. Det ger en övre gräns för hur många primtalstvillingar det kan finnas, men ingen undre gräns.
Paul Erdős visade 1940 att om p är ett primtal och p′ är det nästa primtalet, så finns det en konstant c < 1 så att oändligt många primtal uppfyller (p′ − p) < (c ln p). Daniel Goldston, Cem Yıldırım och János Pintz visade år 2005 att konstanten kan väljas hur liten som helst.  Från primtalssatsen följer det att medelavståndet mellan två primtal är ln p, och detta resultat säger att det finns oändligt många primtal som ligger närmare varandra än förväntat. Goldston, Yıldırım och Pintz visade också att om Elliott–Halberstams förmodan är sann, finns det oändligt många heltal n så att minst två av n, n + 2, n + 6, n + 8, n + 12, n + 18, or n + 20 är primtal.
Yitang Zhang har förbättrat detta resultat avsevärt genom att 2013 bevisa att
{\displaystyle \liminf _{n\to \infty }(p_{n+1}-p_{n})<N\;med\;N=7\times 10^{7}.}
Andra matematiker kunde redan 2014 förbättra detta resultat från 7 x 107 till 246. Det finns alltså oändligt många par av primtal med en skillnad av högst 246.
Chen Jingrun visade 1966 att det finns oändligt många primtal {\displaystyle p} så att {\displaystyle p+2} antingen är ett primtal eller har två primfaktorer. Han bevisade även ett liknande resultat för Goldbachs hypotes

## Hardy-Littlewoods förmodan
Hardy-Littlewoods förmodan handlar om fördelningen av primtalskonstellationer, och primtalstvillingar är en sådan konstellation. I primtalstvillingfallet kallas den även för Hardy–Littlewoods första förmodan. Om {\displaystyle \pi _{2}(x)} är funktionen som räknar alla primtalstvillingar som är mindre eller lika med x, så säger Hardy-Littlewoods förmodan att 
{\displaystyle \pi _{2}(n)\sim 2C_{2}{\frac {n}{(\ln n)^{2}}}\sim 2C_{2}\int _{2}^{n}{dt \over (\ln t)^{2}}}
där {\displaystyle C_{2}} är den så kallade primtalstvillingkonstanten, som definieras som
{\displaystyle C_{2}=\prod _{p\geq 3}{\frac {p(p-2)}{(p-1)^{2}}}\approx 0.660161815846869573927812110014\dots }
där produkten går över alla primtal större eller lika med 3. Denna approximation av {\displaystyle \pi _{2}(x)} har visat sig stämma mycket väl med numeriska beräkningar.